# أمبروناي
أمبروناي (بالفرنسية: Ambronay)‏ هي بلدية فرنسية تقع في إقليم آن في فرنسا. رمز إنسي لها هو:1007. أما الرمز البريدي لها فهو: 1500.

## أعلام
- لويس تولو